# Майханакат

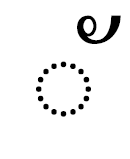
Майханакат

Майханакат, ханакат (тай. ไม้หันอากาศ, лао — майкан) — надстрочный диакритический знак тайской и лаосской письменности, упрощенный вариант знака висанчани для закрытых слогов, огласовка короткий «А». В лаосском может называться майкан. По происхождению ханакат близок кхмерскому знаку сангйоукасаньня. В большинстве письменностей индийского происхождения короткий звук «А» не имеет специального знака (нулевое обозначение). На стандартной тайской клавиатуре майханакат проецируется на клавишу рус. Н/анг. Y.
Пример: บังกลาเทศ — Бангладеш.